# Meresankh II
Đối với những người có cùng tên gọi, xem Meresankh.

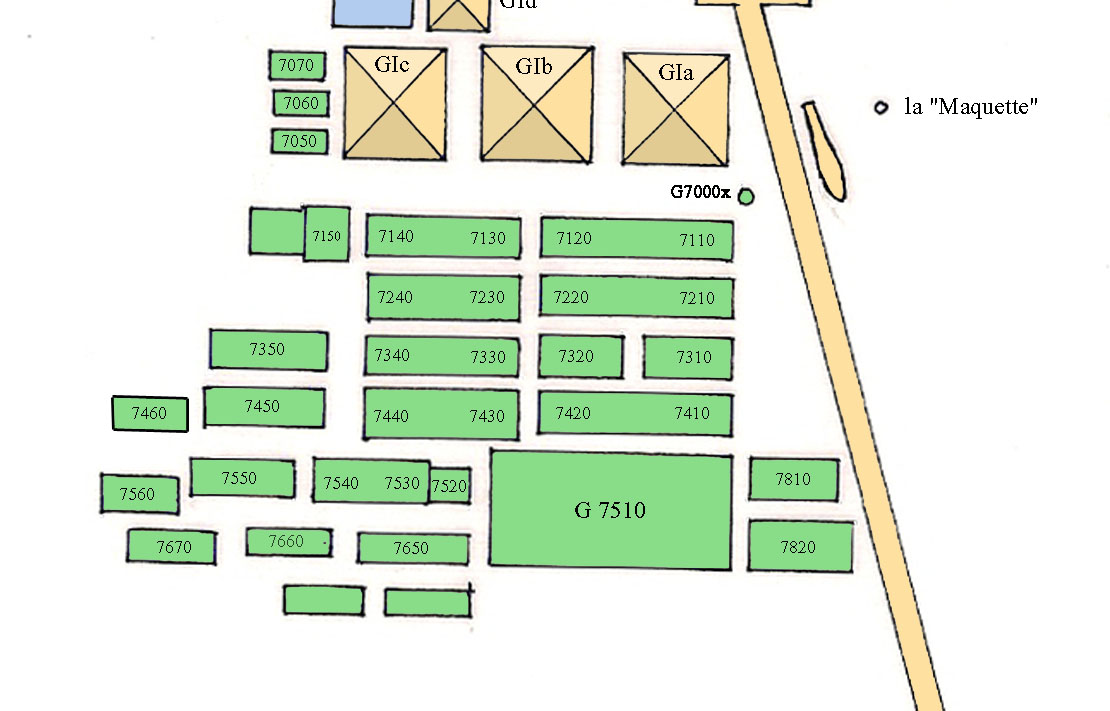
Vị trí ngôi mộ G 7410 - 7420

Meresankh II là một công chúa, đồng thời là một vương hậu sống vào đầu thời kỳ Vương triều thứ 4 trong lịch sử Ai Cập cổ đại.

## Tiểu sử
Meresankh II được cho là một người con gái của pharaon Khufu với vương hậu Meritites I, do mộ của bà có nhắc đến tên hai người. Nếu như vậy thì bà sẽ là chị em ruột cùng cha cùng mẹ với Thái tử Kawab và Vương hậu Hetepheres II. Meresankh đã lấy một người anh em khác mẹ, là vương tử Horbaef. Sau khi Horbaef qua đời, Meresankh đã tái giá với một pharaon, có thể là Djedefre hoặc Khafre, đều là những người anh em khác mẹ của bà, do bà có giữ danh hiệu "Vợ của Vua".
Meresankh II có ba người con, không rõ cha của họ:
- Djaty (Zaty), "Người giám sát những đoàn viễn chinh", chủ nhân của ngôi mộ mastaba G 7810[4][5].
- Nefertkau III, lấy người chú là Iynefer II, sinh được con gái cũng tên Nefertkau và 2 (hoặc 3) người con trai khác. Cả hai được táng tại mastaba G 7820[4][5].
- Nebty-tepites, người con gái này chỉ được nhắc trên tường mộ của Meresankh[5].

Những người phụ nữ cùng tên với Meresankh II:
- Meresankh I, cụ cố của Meresankh II.
- Meresankh III, con của thái tử Kawab và Hetepheres II, tức cháu gọi Meresankh II bằng cô.

Meresankh II được an táng cùng với người chồng đầu tiên Horbaef tại mastaba G 7410 (Meresankh) + 7420 (Horbaef). Hai cỗ quan tài bằng đá granite đỏ được tìm thấy tại đây, trên đó có ghi danh hiệu của họ là "Con trai của Vua, Horbaef" và "Con gái của Vua, Meresankh".